# Gymnopilus odini
Gymnopilus odini là một loài nấm thuộc họ Cortinariaceae.